# Wiktoria (serial telewizyjny)
Wiktoria (ang. Victoria) – brytyjski serial telewizyjny opowiadający o życiu królowej Wiktorii. Pierwszy sezon przedstawia trzy lata sprawowania władzy przez królową – od wstąpienia na tron w wieku 18 lat do ślubu z księciem Albertem i narodzin pierwszego dziecka. W drugim fabuła skupia się na latach 40., klęsce głodu w Irlandii, a także życiu rodzinnym Wiktorii. W specjalnym odcinku świątecznym z 2017 dowiadujemy się m.in. o wprowadzeniu w pałacu przez księcia Alberta niemieckiego zwyczaju wieszania choinek pod sufitem z okazji Bożego Narodzenia. Trzeci sezon rozpoczyna się w 1848, w Europie przetacza się fala rewolucji. We Francji król Ludwik Filip I abdykuje i ucieka do Anglii. Prosi Wiktorię o ochronę.

## Obsada
- Jenna Coleman jako królowa Wiktoria
- Tom Hughes jako książę Albert
- Rufus Sewell jako lord Melbourne
- Anna Wilson-Jones jako lady Emma Portman
- Nell Hudson jako Skerrett
- Ferdinand Kingsley jako Francatelli
- Eve Myles jako pani Jenkins
- Daniela Holtz jako baronowa Lehzen
- Adrian Schiller jako Penge
- Catherine Flemming jako księżna Kentu
- Tommy Knight jako Brodie
- Jordan Waller jako lord Alfred Paget
- Peter Bowles jak książę Wellington
- Bazil Eidenbenz jako Lohlein
- Peter Firth jako książę Cumberland

## Lista odcinków

### Przegląd sezonów
| Sezon | Sezon | Odcinki | Premierowa emisja ITV (sezony 1-2) / PBS (sezon 3) | Premierowa emisja ITV (sezony 1-2) / PBS (sezon 3) | Premierowa emisja ITV (sezony 1-2) / PBS (sezon 3) | Premierowa emisja TVP1 (sezon 1) / HBO GO (sezony 2-3) | Premierowa emisja TVP1 (sezon 1) / HBO GO (sezony 2-3) | Premierowa emisja TVP1 (sezon 1) / HBO GO (sezony 2-3) |
| Sezon | Sezon | Odcinki | Premiera sezonu                                    | Finał sezonu                                       | Odcinek świąteczny                                 | Premiera sezonu                                        | Finał sezonu                                           | Odcinek świąteczny                                     |
| ----- | ----- | ------- | -------------------------------------------------- | -------------------------------------------------- | -------------------------------------------------- | ------------------------------------------------------ | ------------------------------------------------------ | ------------------------------------------------------ |
|       | 1     | 8       | 28 sierpnia 2016 (UK)                              | 9 października 2016 (UK)                           | –                                                  | 20 stycznia 2017                                       | 10 marca 2017                                          | –                                                      |
|       | 2     | 8 (+1)  | 27 sierpnia 2017 (UK)                              | 15 października 2017 (UK)                          | 25 grudnia 2017 (UK)                               | 4 września 2017                                        | 23 października 2017                                   | 28 grudnia 2017 (HBO)                                  |
|       | 3     | 8       | 13 stycznia 2019 (USA)                             | 3 marca 2019 (USA)                                 | –                                                  | 25 marca 2019                                          | 13 maja 2019                                           | –                                                      |

### Sezon 1 (2016)
| N/o | # | Tytuł                | Tytuł polski      | Reżyseria         | Scenariusz    | Premiera (ITV)      | Premiera w Polsce (TVP1) |
| --- | - | -------------------- | ----------------- | ----------------- | ------------- | ------------------- | ------------------------ |
| 1   | 1 | Doll 123             | Lalka numer 123   | Tom Vaughan       | Daisy Goodwin | 28 sierpnia 2016    | 20 stycznia 2017         |
| 2   | 2 | Ladies in Waiting    | Damy dworu        | Tom Vaughan       | Daisy Goodwin | 29 sierpnia 2016    | 27 stycznia 2017         |
| 3   | 3 | Brocket Hall         | Brocket Hall      | Tom Vaughan       | Daisy Goodwin | 4 września 2016     | 3 lutego 2017            |
| 4   | 4 | The Clockwork Prince | Jak w zegarku     | Sandra Goldbacher | Daisy Goodwin | 11 września 2016    | 10 lutego 2017           |
| 5   | 5 | An Ordinary Woman    | Zwyczajna kobieta | Sandra Goldbacher | Daisy Goodwin | 18 września 2016    | 17 lutego 2017           |
| 6   | 6 | The Queen's Husband  | Mąż królowej      | Olly Blackburn    | Daisy Goodwin | 25 września 2016    | 24 lutego 2017           |
| 7   | 7 | The Engine of Change | Lokomotywa zmian  | Olly Blackburn    | Guy Andrews   | 2 października 2016 | 3 marca 2017             |
| 8   | 8 | Young England        | Młoda Anglia      | Olly Blackburn    | Daisy Goodwin | 9 października 2016 | 10 marca 2017            |

### Sezon 2 (2017)
| N/o | # | Tytuł                    | Tytuł polski             | Reżyseria          | Scenariusz      | Premiera (ITV)       | Premiera w Polsce                                    |
| --- | - | ------------------------ | ------------------------ | ------------------ | --------------- | -------------------- | ---------------------------------------------------- |
| 9   | 1 | A Soldier's Daughter     | Córka żołnierza          | Lisa James Larsson | Daisy Goodwin   | 27 sierpnia 2017     | 4 września 2017 (HBO GO) 2 listopada 2017 (HBO)      |
| 10  | 2 | The Green-Eyed Monster   | Zielonooki potwór        | Lisa James Larsson | Daisy Goodwin   | 3 września 2017      | 11 września 2017 (HBO GO) 9 listopada 2017 (HBO)     |
| 11  | 3 | Warp and Weft            | Wątek i osnowa           | Geoffrey Sax       | Daisy Goodwin   | 9 września 2017      | 18 września 2017 (HBO GO) 16 listopada 2017 (HBO)    |
| 12  | 4 | The Sins of the Father   | Grzechy ojca             | Geoffrey Sax       | Ottilie Wilford | 17 września 2017     | 25 września 2017 (HBO GO) 23 listopada 2017 (HBO)    |
| 13  | 5 | Entente Cordiale         | Serdeczne porozumienie   | Jim Loach          | Daisy Goodwin   | 24 września 2017     | 2 października 2017 (HBO GO) 30 listopada 2017 (HBO) |
| 14  | 6 | Faith, Hope & Charity    | Wiara, nadzieja i miłość | Jim Loach          | Daisy Goodwin   | 1 października 2017  | 9 października 2017 (HBO GO) 7 grudnia 2017 (HBO)    |
| 15  | 7 | The King Over the Water  | Król za morzami          | Daniel O'Hara      | Ottilie Wilford | 8 października 2017  | 16 października 2017 (HBO GO) 14 grudnia 2017 (HBO)  |
| 16  | 8 | The Luxury of Conscience | Komfort sumienia         | Daniel O'Hara      | Daisy Goodwin   | 15 października 2017 | 23 października 2017 (HBO GO) 21 grudnia 2017 (HBO)  |

### Świąteczny odcinek specjalny (2017)
| N/o | #  | Tytuł           | Tytuł polski                  | Reżyseria | Scenariusz    | Premiera (ITV)  | Premiera w Polsce (HBO) |
| --- | -- | --------------- | ----------------------------- | --------- | ------------- | --------------- | ----------------------- |
| 17  | S1 | Comfort and Joy | Ukojenie i radość (Część 1-2) | Jim Loach | Daisy Goodwin | 25 grudnia 2017 | 28 grudnia 2017         |

### Sezon 3 (2019)
| N/o | # | Tytuł                                     | Reżyseria     | Scenariusz      | Premiera (PBS)   | Premiera w Polsce                                |
| --- | - | ----------------------------------------- | ------------- | --------------- | ---------------- | ------------------------------------------------ |
| 18  | 1 | Uneasy Lies the Head that Wears the Crown | Geoffrey Sax  | Daisy Goodwin   | 13 stycznia 2019 | 25 marca 2019 (HBO GO) 16 czerwca 2019 (HBO 3)   |
| 19  | 2 | London Bridge is Falling Down             | Geoffrey Sax  | Daisy Goodwin   | 20 stycznia 2019 | 1 kwietnia 2019 (HBO GO) 23 czerwca 2019 (HBO 3) |
| 20  | 3 | Et in Arcadia                             | Geoffrey Sax  | Guy Andrews     | 27 stycznia 2019 | 8 kwietnia 2019 (HBO GO) 30 czerwca 2019 (HBO 3) |
| 21  | 4 | Foreign Bodies                            | Chloë Thomas  | Ottilie Wilford | 3 lutego 2019    | 15 kwietnia 2019 (HBO GO) 7 lipca 2019 (HBO 3)   |
| 22  | 5 | A Show of Unity                           | Chloë Thomas  | Guy Andrews     | 10 lutego 2019   | 22 kwietnia 2019 (HBO GO) 14 lipca 2019 (HBO 3)  |
| 23  | 6 | A Coburg Quartet                          | Chloë Thomas  | Daisy Goodwin   | 17 lutego 2019   | 29 kwietnia 2019 (HBO GO) 21 lipca 2019 (HBO 3)  |
| 24  | 7 | A Public Inconvenience                    | Delyth Thomas | Ottilie Wilford | 24 lutego 2019   | 6 maja 2019 (HBO GO) 28 lipca 2019 (HBO 3)       |
| 25  | 8 | The White Elephant                        | Delyth Thomas | Daisy Goodwin   | 3 marca 2019     | 13 maja 2019 (HBO GO) 4 sierpnia 2019 (HBO 3)    |

## Emisja
Premiera serialu odbyła się 28 sierpnia 2016 roku w ITV, natomiast w Polsce zadebiutował 20 stycznia 2017 roku na kanale TVP1. Do 10 marca 2017 roku stacja premierowo emitowała pierwszy sezon, natomiast odcinki drugiego sezonu były udostępniane co tydzień na platformie HBO GO począwszy od 4 września 2017 roku. W telewizji sezon emitowany był przez HBO w okresie od 2 listopada do 28 grudnia 2017 roku wraz ze świątecznym odcinkiem specjalnym. Od 21 grudnia 2018 roku TVP1 planowało premierowo emitować drugą serię, jednak w rezultacie rozpoczęto emisję serialu od pierwszego odcinka, a emisję drugiego sezonu rozpoczęto 22 marca 2019 roku. Telewizja Polska wyemitowała wszystkie odcinki drugiego sezonu, również specjalny odcinek świąteczny, który jest wliczany do drugiej serii, dzieląc go na dwie części. Emisja ostatniego odcinka nastąpiła 1 czerwca 2019 roku tuż po północy.
W grudniu 2017 roku, stacja ITV zamówiła 8-odcinkowy trzeci sezon serialu, a jego premiera odbyła się 13 stycznia 2019 roku na amerykańskim kanale PBS. Premiera w Wielkiej Brytanii nastąpiła 24 marca 2019 roku, a dzień później nowy sezon pojawił się w Polsce na platformie HBO GO. Telewizyjna premiera trzeciego sezonu w Polsce nastąpi 16 czerwca 2019 roku na kanale HBO3.